# هاربر (اورگن)
هاربر (به انگلیسی: Harbor) یک منطقهٔ مسکونی در ایالات متحده آمریکا است که در شهرستان کوری، اورگن واقع شده‌است. هاربر ۵٫۹۸ کیلومتر مربع مساحت و ۲٬۳۹۱ نفر جمعیت دارد و ۱۰ متر بالاتر از سطح دریا واقع شده‌است.